# Флаг Новоуральского городского округа
Флаг Новоура́льского городского округа — официальный символ ЗАТО Новоуральский городской округ Свердловской области Российской Федерации.
Флаг утверждён 30 июня 2010 года решением думы Новоуральского городского округа № 88 и внесён в Государственный геральдический регистр Российской Федерации с присвоением регистрационного номера 6384.

## Описание
«Полотнище с отношением ширины к длине 2:3, составленное из равных горизонтальных полос красного и синего цветов и несущее вдоль древка полосу белого орнамента в виде двух рядов геральдических „беличьих шкурок“; ширина этой полосы — 1/6 от длины полотнища. Посередине оставшейся части полотнища помещено изображение бело-жёлтой звезды, лучи которой переплетены с жёлтыми атомными орбитами. Обратная сторона зеркально воспроизводит лицевую».

## Обоснование символики
На стыке Европы и Азии, который символизирует рассечение полотнища на красную и синюю полосы, возник город.
Орбиты с электронами указывают на особенности атомных технологий, используемых на градообразующем предприятии.
Два ряда шлемиков (беличий мех) вдоль древка указывают на принадлежность к Свердловской области, подземные богатства и мастеровитость жителей.
Восьмиконечная звезда символизирует благополучие, достаток и стремление к достижению поставленной цели.